# Jean-Joseph Dessolles
Jean-Joseph Dessolles, marqués de Dessolles (Auch, Gers, Francia, 3 de julio de 1767 - Saulx-les-Chartreux, Essonne, 2 de noviembre de 1828) fue un general francés durante la Revolución y el Imperio, y un político de la Restauración.

## Biografía

### Revolución francesa

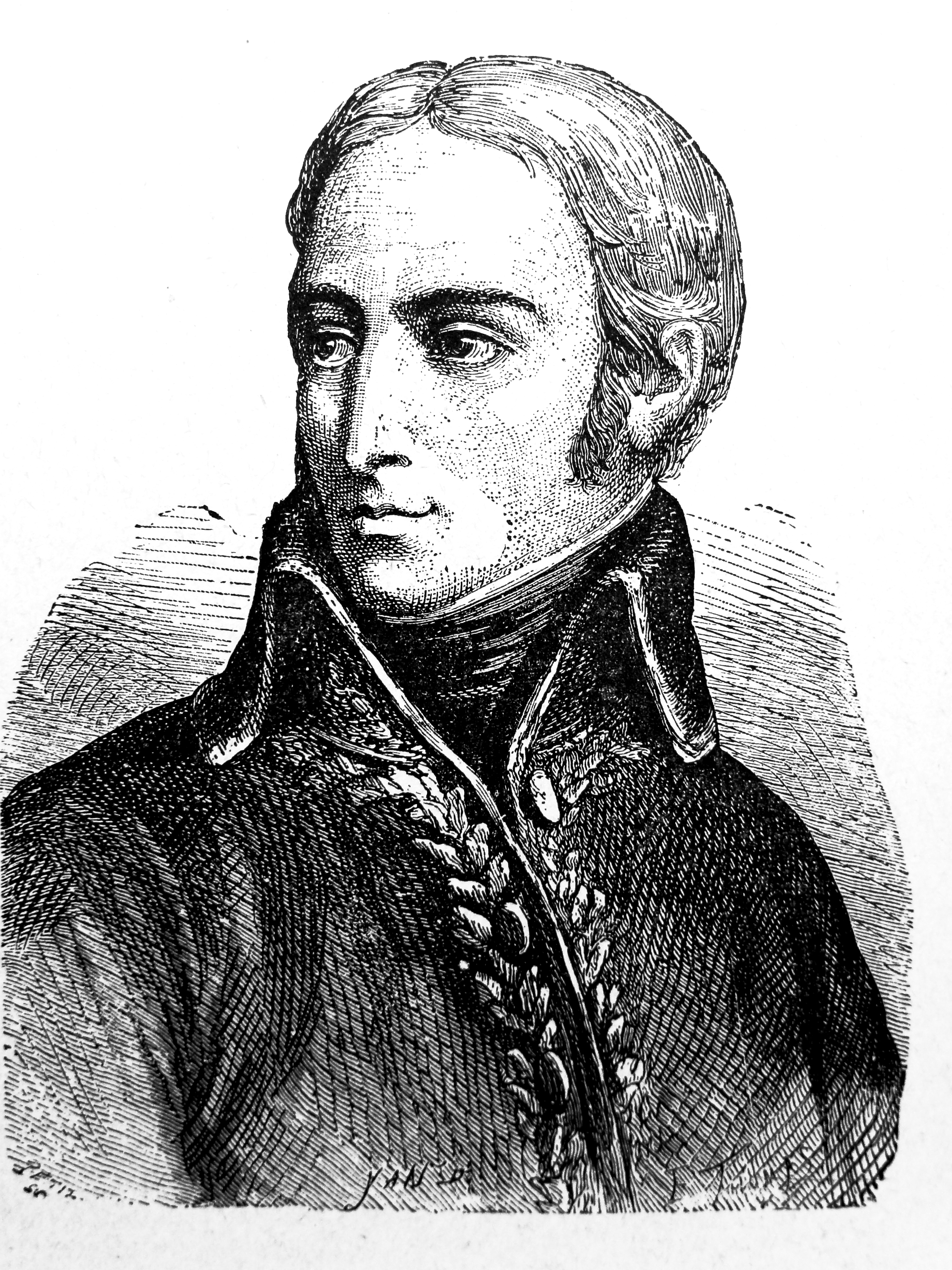
Retrato del marqués Jean Joseph Dessoles por Yan' Dargent

Se educó bajo la guía de su tío, Irénée-Yves de Solle, obispo de Digne, y luego en Chambéry. Entró en el Ejército en 1792, donde actuó como ayudante, bajo las órdenes directas de Napoleón Bonaparte durante las primeras campañas de Italia. Pronto ascendió hasta el rango de general de brigada el 31 de mayo de 1797.
Jefe de personal del general Moreau en la campaña de Italia, se distinguió en la batalla de Noir, en 1799 y, a continuación, en la de Valtelina contra los austriacos. En efecto, el 5 de germinal de 1800 el Ejército francés derrotó a las tropas austriacas, que contaban con el doble de efectivos. Murieron más de 1 200 hombres y fueron arrestados un total de 4 000. 18 cañones fueron intervenidos. 
Dessolles estuvo presente en la batalla de Novi, los combates de Sainte-Marie, donde fue nombrado general de división el 13 de abril de 1799, y en Lodi, donde se ganó el apodo de Decius francés, y asiste a todos los combates hasta el Tratado de Lunéville.

### Imperio
Consejero de Estado desde el 30 de frimario del año X hasta el año XII, se adscribió a la sección de Guerra. Entra en servicio extraordinario en el año XII, y allí permaneció hasta el año de 1805 como miembro de la Junta de directores de la guerra.
El 12 de pluvioso del año XIII, fue nombrado gobernador del palacio de Versalles. Fue nombrado gran oficial de la Legión de Honor en 1805. Sin embargo, cayó en desgracia en 1806 por haber hecho declaraciones hostiles hacia Napoleón, y desapareció de la lista del Consejo, el 2 de febrero de 1806. Napoleón escribió a Fouche acerca de él el 19 de thermidor del año XIII: 
« Je vous dirais que le général Desolles a tenu en confidence des propos fort extraordinaires qui montreraient l'existence d'une petite clique aussi envenimée que lâche. » (Correspondance, XI, n° 9088).
Se retiró a una propiedad que poseía cerca de Auch, la cartuja de la Pastissé en Preignan.
Recuperó posteriormente el favor imperial, sin que, sin embargo, consiga volver a entrar en el Consejo de Estado, y fue enviado a España como comandante de la división, donde se desempeñó desde 1809 a 1811. Se encarga a continuación, el comando de una división del Ejército de España, y se distinguió en el asunto de Toledo, en la batalla de Ocaña, en el pasaje de la Sierra Morena, Despeñaerros, etc. Se instaló en Córdoba, que gobierna con el fin de "ganar los corazones". Fue uno de los principales responsables del saqueo y expolio de obras de arte en Andalucía.
Regresó a Francia entre febrero de 1811 y marzo de 1812, fecha en la que fue nombrado jefe de personal de Eugène de Beauharnais. En 1812, llegó en Smolensk, su estado de salud le obliga a regresar a París.

### Restauración
En 1814, el gobierno provisional nombró general en jefe de la guardia nacional y de todas las tropas de la I} división ; el conde de Artois, lo nombró miembro de la junta Estatal preventiva; y el rey, el ministro de Estado, de los pares de Francia, el general mayor de todos los de la guardia nacional del reino, comandante de San Luis, gran cordón de la Legión de honor. Estos favores fueron la recompensa de sus esfuerzos con el emperador Alejandro I de Rusia para repeler la regencia de María Luisa de Austria , y la restauración de los Borbones.
Se opone al regreso de Napoleón durante los Cien Días y se pronuncia en 1814 a favor de los Borbones.
Prosigue una carrera política bajo la Segunda Restauración. El 28 de diciembre de 1818, es nombrado presidente del Consejo de Ministros, y, cuando abandona el ministerio, recibe del reconocimiento público el título de Ministro honesto hombre. Es Presidente del Consejo y ministro de asuntos exteriores de diciembre de 1818 a noviembre de 1819; pero se retira, disgustado por las exigencias del partido reaccionario. Se muestra siempre en lo sucesivo partidario de las libertades públicas.
Muere en noviembre de 1828, en Monthuchet. Está enterrado en el Cementerio del Père-Lachaise.
De este matrimonio con Anne Émilie (1777-1852), hija del general Auguste Marie Henri Picot de Dampierre, tiene una sola hija, Hélène-Charlotte-Pauline (París, 17 de julio de 1803 - París, 10 de julio de 1864), casada con Alexandre Jules de La Rochefoucauld (1796-1856), duque de Estissac.

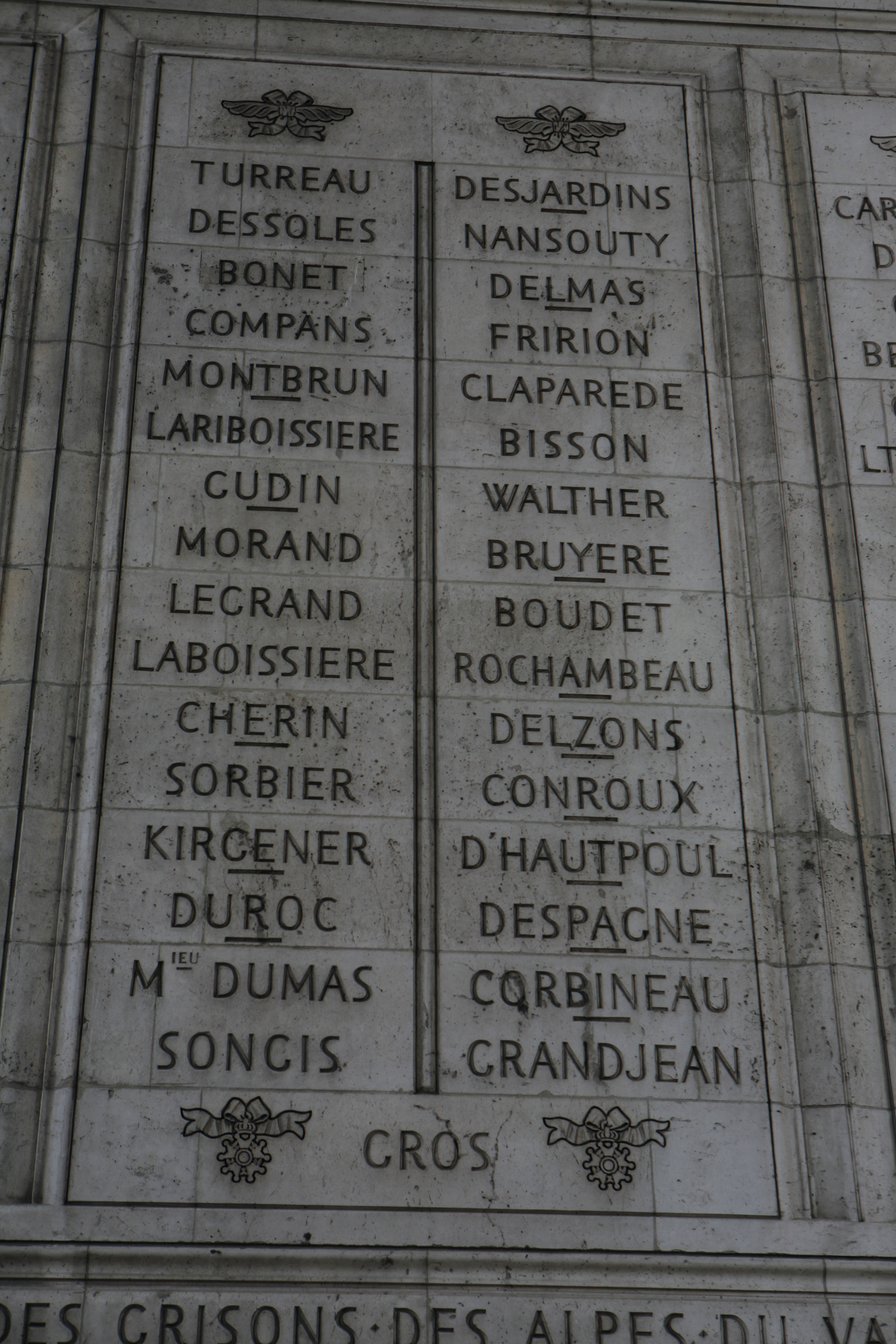
Nombres grabados bajo el arco de triunfo de la Estrella : pilar Es, 15.º y #16.º

## Homenajes
- Forma parte las 660 personalidades con su nombre grabado bajo el Arco de Triunfo de París. Aparece sobre la #15.º  (el Arco indica DESSOLES).
- La principal calle peatonal del centro histórico de Auch lleva su nombre

### Condecoraciones
- Caballero de la Orden del Espíritu Santo: 1820
- Legión de Honor:
  - Gran oficial: 1805
  - Gran cruz: 1814

### Título
Recibió el título de marqués en 1817.